# Vilanova de la Barca
Vilanova de la Barca község Spanyolországban, Lleida tartományban. Vilanova de la Barca Menàrguens, Térmens, Bellvís, Bell-lloc d’Urgell, Alcoletge, Corbins és Torrelameu községekkel határos. Lakosainak száma 1107 fő (2024).

## Népesség
A település népessége az utóbbi években az alábbiak szerint változott:
| Lakosok száma | 96   | 730  | 876  | 992  | 869  | 939  | 1273 | 1120 | 1036 | 1107 |
|               | 1717 | 1887 | 1936 | 1960 | 1986 | 2004 | 2009 | 2014 | 2019 | 2024 |